# 祖父江道印
祖父江道印（そふえ どういん、生年不詳 - 弘治3年（1557年））は、戦国時代の武将。
尾張国祖父江村の住。山内盛豊に仕えたが、1557年（弘治3年）盛豊と嫡子十郎が夜襲を受けて戦死したとき、道印は盛豊の妻および二男（一豊、康豊）二女を守って黒田城を退去。岩倉城におもむいて救いを求めたが岩倉城もまた陥り戦死した。

## 参考資料
- 『高知県人名事典』高知市民図書館、1970年。

| スタブアイコン | サブスタブ | この項目は、まだ閲覧者の調べものの参照としては役立たない、人物に関連した書きかけの項目です。この項目を加筆・訂正などしてくださる協力者を求めています（P:人物伝/PJ:人物伝）。 |